# Panamerikanische Spiele 2011/Leichtathletik – 10.000 m der Männer

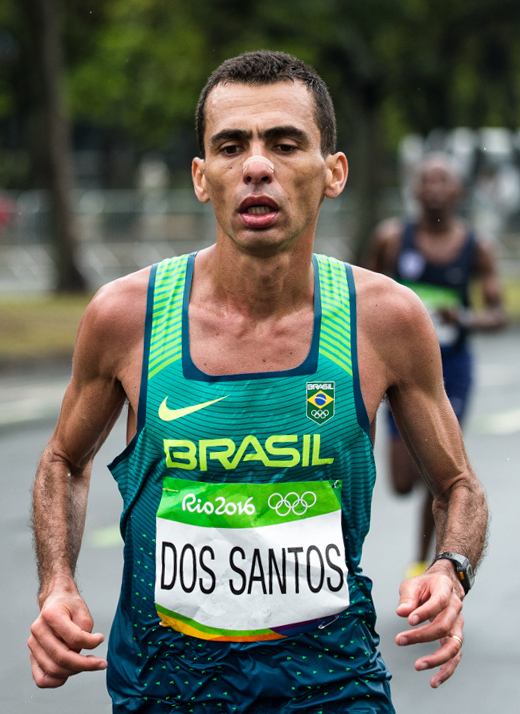
Der Sieger Marílson dos Santos (2016)

Der 10.000-Meter-Lauf der Männer bei den Panamerikanischen Spielen 2011 fand am 27. Oktober 2011 im Telmex Athletics Stadium in Guadalajara statt.
13 Athleten aus acht Ländern nahmen an dem Wettbewerb teil. Die Goldmedaille gewann Marílson dos Santos nach 29:00,64 min, Silber ging an Juan Carlos Romero mit 29:41,00 min und die Bronzemedaille sicherte sich Giovani dos Santos mit 29:51,71 min.

## Rekorde
Vor dem Wettbewerb galten folgende Rekorde:
| Weltrekord        | Kenenisa Bekele | 26:17,53 min | Brüssel, Belgien                                     | 26. August 2005 |
| Rekord der Spiele | David Galván    | 28:08,74 min | Panamerikanische Spiele in Rio de Janeiro, Brasilien | 27. Juli 2007   |

## Ergebnis
27. Oktober 2011, 16:00 Uhr
| Platz | Athlet              | Land               | Zeit (min) |
| ----- | ------------------- | ------------------ | ---------- |
|       | Marílson dos Santos | Brasilien          | 29:00,64   |
|       | Juan Carlos Romero  | Mexiko             | 29:41,00   |
|       | Giovani dos Santos  | Brasilien          | 29:51,71   |
| 4     | James Strang        | Vereinigte Staaten | 29:51,93   |
| 5     | Ryan Vail           | Vereinigte Staaten | 29:52,04   |
| 6     | Miguel Barzola      | Argentinien        | 30:12,82   |
| 7     | Raúl Machacuay      | Peru               | 30:55,05   |
| 8     | John Tello          | Kolumbien          | 31:04,32   |
| 9     | Julio Perez         | Mexiko             | 31:48,49   |
| 10    | Santos Pirir        | Guatemala          | 32:30,64   |
|       | Jhon Cusi           | Peru               | DNF        |
|       | Javier Guarin       | Kolumbien          | DNF        |
|       | Bayron Piedra       | Ecuador            | DNF        |